# Tim Kempton
Timothy Joseph Kempton, detto Tim (Jamaica, 25 gennaio 1964), è un ex cestista statunitense, professionista nella NBA e in Europa.

## Carriera
È stato selezionato dai Los Angeles Clippers al sesto giro del Draft NBA 1986 (124ª scelta assoluta).

## Palmarès

### Squadra
- Coppa Italia: 1

Scaligera Verona: 1991
- Coppa di Francia: 1

CSP Limoges: 1995

### Individuale
- McDonald's All-American Game (1982)